# مسجد الدمرداش

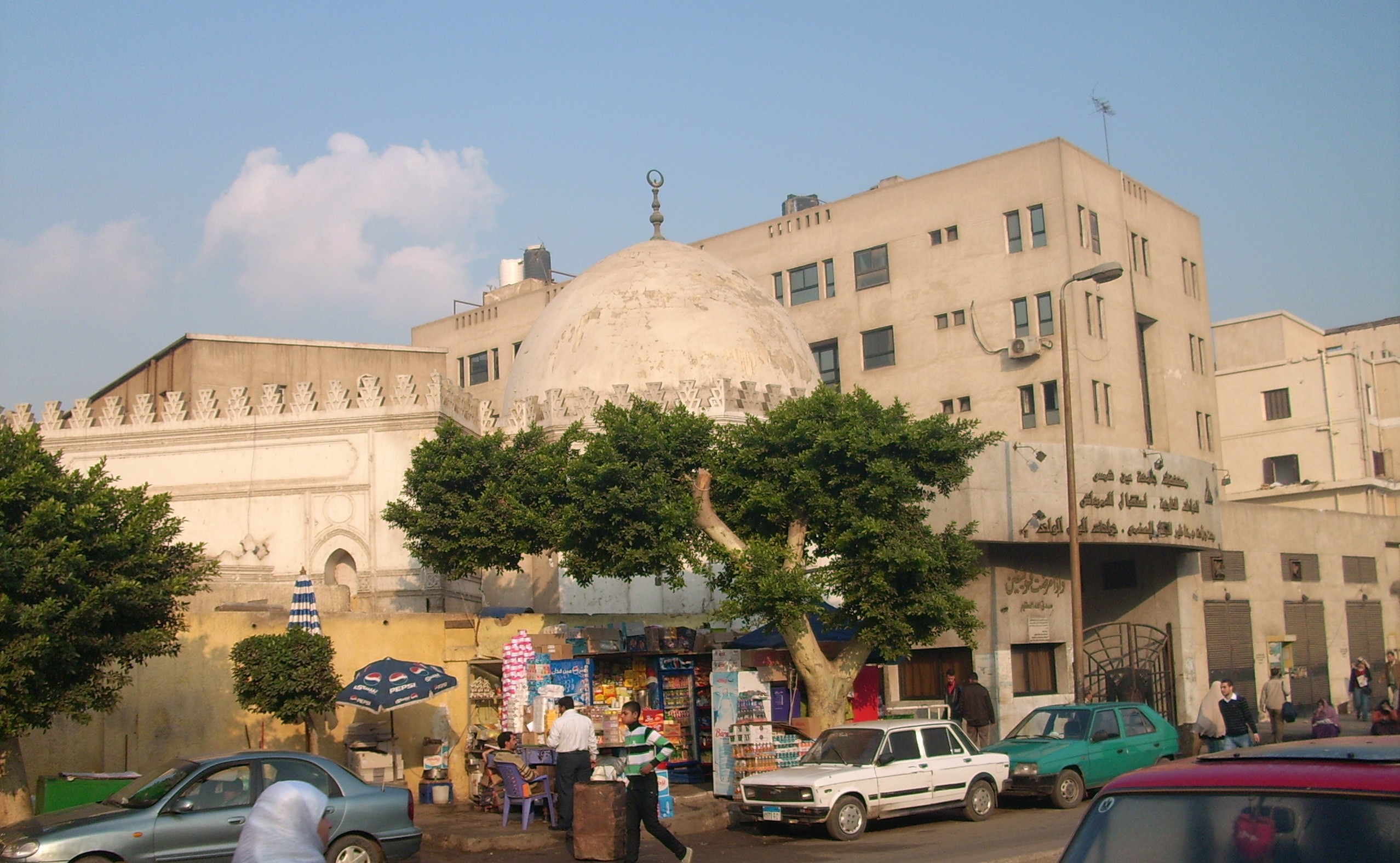

مسجد الدمرداش يقع جامع الدمرداش بجوار مستشفى الدمرداش التابعة لكلية طب جامعة عين شمس بأول العباسية.

## وصفه
يتكون المسجد الآن من حجرة مربعة تقريبا تبلغ مساحتها 11× 10 مترا تتوسط المسجد في أركانها الأربعة ثلاثة مقرنصات كبيرة تقوم فوقها مباشرة قبة كبيرة بيضاوية مدببة بها ست عشرة حنية صغيرة ثمان منها مفتوحة كنوافذ، والثمان الأخرى مسدودة كحلية.
وفي كل ضلع من أضلاع الحجرة الثلاثة عدا حائط القبلة توجد ثلاثة عقود. ويحتوى جدار القبلة على محراب كبير بجواره من الجهة اليسرى مقصورة من الخشب الخرط بها ضريح الشيخ الدمرداش.
ويعلو المحراب نافذة قنديلية مملؤة بالخشب الخرط، وفي كل ضلع من أضلاع القبة الأربعة توجد نافذة مربعة صغيرة مملؤة بالخشب الخرط. والوصف الحالى للقبة ينطبق تماما مع الوصف الذي ذكره على مبارك في خططه مما يدل على أن القبة قديمة وترجع إلى القرن الثاني عشر للهجرة على أقل تقدير وإن كانت قد جدد طلاؤها. أما باقى المسجد فقد أعيد بناؤه لأنه يختلف اختلافا واضحا عن وصف على مبارك له، إذ أنه يحيط بالقبة الآن من الجهتين الجنوبية والغربية وله سقف خشبى وليس مكشوفا وبه محراب ومنبر في الجدار الفاصل بينه وبين القبة.
كما يوجد خلوة في دورين (سفلى وعلوى) في الجهة الجنوبية منه، ويحيط به من الخارج من جهاته الثلاث الشمالية والغربية والشرقية حديقة ومجموعة من المساكن التابعة لموظفى المسجد.
ويوجد المدخل الرئيسى للمسجد في الجهة الجنوبية الغربية ويعلوه مئذنة مكونة من ثلاث دورات تنتهى بشكل مبخرة وهي مملوكية الطراز.